# Leptotrochila bartsiae
Leptotrochila bartsiae är en svampart som tillhör divisionen sporsäcksvampar, och som beskrevs av Hannes Schüepp. Leptotrochila bartsiae ingår i släktet Leptotrochila, och familjen Dermateaceae. Arten är reproducerande i Sverige.